# Grandes Murailles
Die Grandes Murailles (französisch für ‚große Mauern‘, 3906 m s.l.m.) sind ein zackiger, etwas über drei Kilometer langer Felskamm im italienischen Teil der Walliser Alpen. Sie bilden den Beginn des Seitenkamms, der an der Dent d’Hérens (4171 m ü. M.) nach Süden vom Alpenhauptkamm abzweigt und das Valpelline im Westen vom Valtournenche mit dem Talkessel von Breuil-Cervinia im Osten trennt. Von der Dent d’Hérens im Norden sind die Murailles durch den Col des Grandes Murailles (3827 m s.l.m.) getrennt. Im Süden schließen sich die Petites Murailles (frz. für ‚kleine Mauern‘, 3630 m s.l.m.) an, getrennt durch den Col Budden (3562 m s.l.m.). Die Murailles erwecken von Osten gesehen den Eindruck einer fast geschlossenen Felswand.

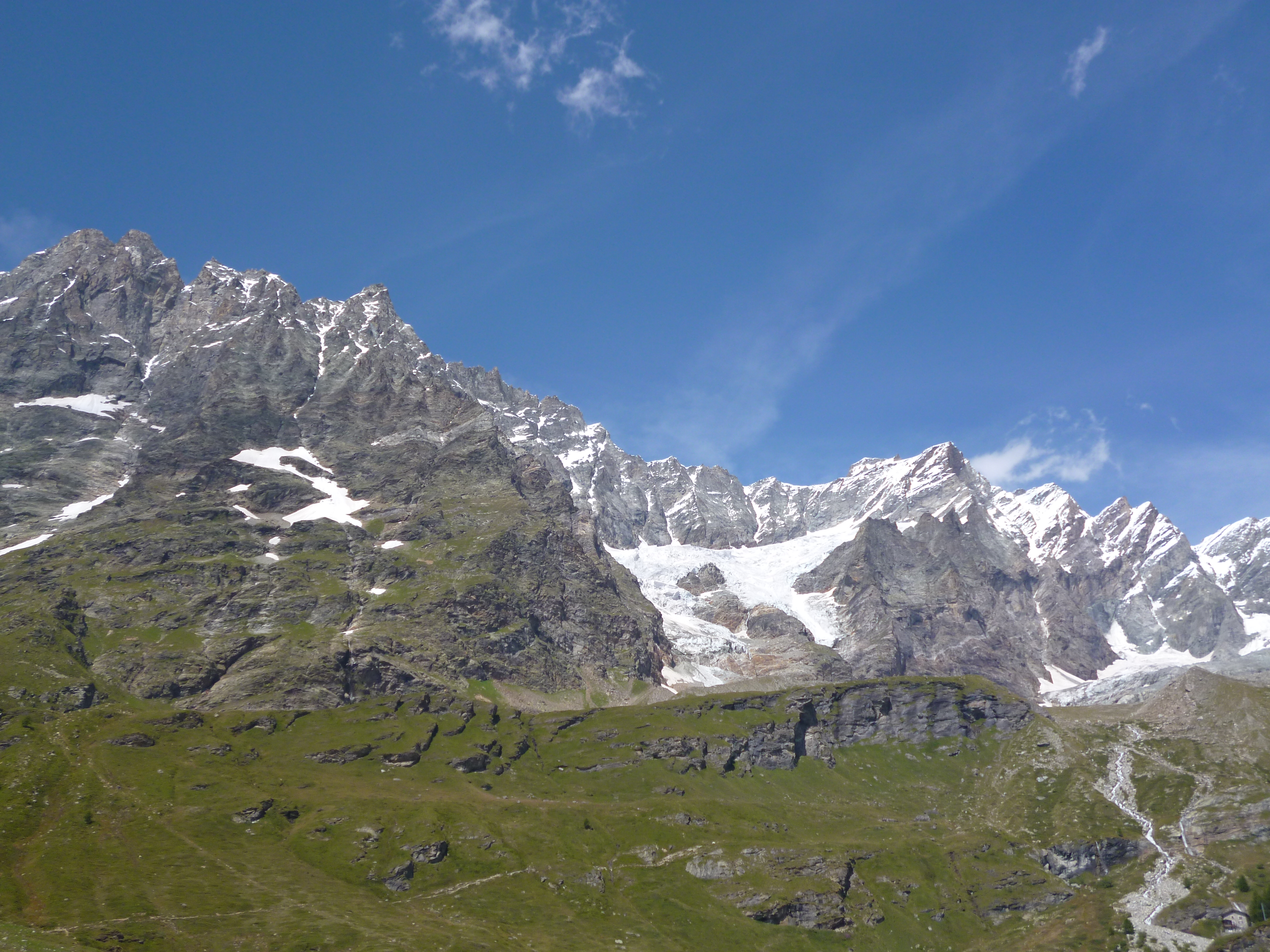
Grandes Murailles von Osten, von Breuil-Cervinia, in Bildmitte der Mont-Tabel-Gletscher.

Höchster Punkt der Murailles ist die Punta Margherita (ital.) oder Pointe Marguerite (frz.) mit einer Höhe von 3906 Metern. Sie erhebt sich als erster Gipfel im Norden des Kamms. Weiter südlich schließt sich die Pointe des Cors (3852 m s.l.m.) an. Nach dem relativ markanten Einschnitt des Col des Cors (3714 m s.l.m.) folgen südlich Punta Ester (3790 m s.l.m.), Punta Lioy (3821 m s.l.m.), Les Jumeaux (3875 m s.l.m.) sowie Becca di Guin (3801 m s.l.m.), bevor sich der Grat zum Col Budden senkt. Die Schartenhöhe der Jumeaux beträgt entsprechend 161 m, weshalb Les Jumeaux der eigenständigste Gipfel der Grandes Murailles ist.
Auf der Westseite der Grandes Murailles befindet sich mit dem Glacier des Grandes Murailles ein größerer Talgletscher, für den 1975 noch eine Fläche von 7,57 km² ermittelt wurde. Auf der Ostseite gibt es mit dem Mont-Tabel-Gletscher einen weiteren Gletscher, ebenfalls 1975 wurde für diesen eine Fläche von 1,4 km² bestimmt.
| Gipfel                                            | Höhe   | Schartenhöhe | Bezugsscharte           |
| ------------------------------------------------- | ------ | ------------ | ----------------------- |
| Punta Margherita (ital.) Pointe Marguerite (frz.) | 3906 m | 104 m        | P. 3792 m               |
| Pointe des Cors (frz.) Punta Gastaldi (ital.)     | 3852 m | 83 m         | P. 3769 m               |
| Punta Lioy                                        | 3821 m | ca. 60 m     | südwestlich des Gipfels |
| Les Jumeaux                                       | 3875 m | 161 m        | Col des Cors            |
| Becca di Guin                                     | 3801 m | 63 m         | P. 3738 m               |

(Die Daten basieren auf den neuesten Schweizer Landeskarten im Maßstab 1:25.000, die fortlaufend aktualisiert werden.)